# Carmine Coppola (calciatore)
Carmine Coppola (Pollena Trocchia, 10 gennaio 1979) è un ex calciatore italiano, di ruolo centrocampista.
In carriera ha totalizzato 2 presenze in Nazionale maggiore, 81 presenze in Serie A con all'attivo un solo gol segnato con la maglia del Messina contro la Lazio il 6 marzo 2005 e 118 presenze e 4 reti in Serie B.

## Biografia
Lasciato il calcio ebbe un'esperienza politica candidandosi alle amministrative 2013 con l'UdC per il Comune di Messina, ma non riuscì ad ottenere le preferenze necessarie per entrare nel consiglio comunale.
Sempre nel 2013 realizzò un centro sportivo a Messina in località San Licandro.

## Carriera

### Club

#### Gli inizi
Proveniente dalle giovanili del Nola, al fallimento del club passò nelle giovanili del L.R. Vicenza, senza riuscire ad approdare in prima squadra; muove i primi passi in squadre del Nord Italia (Cittadella, Albinoleffe e Triestina) fra Serie C1 e fra Serie C2.
Nella primavera del 2001 subisce a Trieste un infortunio, quindi approda al Messina, con cui esordisce in Serie B il 20 gennaio 2002 in Ternana-Messina.

#### Messina
Nella stagione 2002-2003 colleziona 33 presenze e un gol al 15' contro il Cosenza che risulta essere l'unico della partita.
Nel 2003-2004 il Messina ritorna in Serie A, e Coppola diventa il capitano della squadra. Anche in quest'annata un suo gol allo scadere dei 90 minuti in casa contro il Livorno regala tre punti. Inoltre fu uno dei pochi calciatori che giocarono tutte le partite della stagione.
Nel 2004-2005 contribuì in prima persona alla strepitosa cavalcata del club siciliano che, anche se relegato al 7º posto per risultati e meriti sportivi, è rimasto fuori dalle competizioni europee a causa del mancato rilascio della licenza necessaria per parteciparvi.
Nella stagione 2005-2006 la formazione siciliana si classifica diciottesima retrocedendo in Serie B; a seguito dello scandalo Calciopoli e alla retrocessione d'ufficio della Juventus, il Messina viene ripescato nella massima serie.
Con l'arrivo di Bruno Giordano sulla panchina del Messina nella stagione 2006-2007, Coppola perde la fascia di capitano della squadra in favore del portiere Marco Storari. Nel gennaio del 2007 passa in prestito al Livorno, contribuendo alla salvezza della squadra amaranto.
Nella stagione 2007-2008 torna a indossare la maglia del Messina in Serie B ed a fine stagione si svincola per la mancata iscrizione della società peloritana, accasandosi con il Frosinone, squadra militante nello stesso campionato cadetto.

#### Frosinone, Salernitana e Arezzo
Con il Messina ormai in Serie D, si accasa al Frosinone, squadra militante nel campionato cadetto.
Il 30 dicembre 2008 passa alla Salernitana dopo aver rescisso il contratto con il Frosinone.

#### Taranto
Il 16 agosto 2009 passa all'Arezzo da svincolato. Nella finestra invernale del calciomercato della stagione 2009-2010 si trasferisce al Taranto in Prima Divisione girone B, dove esordisce il 24 gennaio successivo.

#### Il ritorno al Messina
Il 12 agosto 2011 ritorna al Messina, militante in Serie D. Nel gennaio 2012 raggiunge quota 200 presenze con la maglia giallorossa. A fine stagione non viene confermato dalla nuova proprietà della squadra, capeggiata da Pietro Lo Monaco, e decide di ritirarsi dal calcio giocato per diventare procuratore sportivo.

### Nazionale
Nella stagione 2004-2005 riceve la convocazione da parte di Marcello Lippi in Nazionale maggiore per uno stage negli Stati Uniti, dove debutta l'8 giugno 2005 contro la Serbia e Montenegro e tre giorni dopo parte titolare contro l'Ecuador.

## Statistiche

### Presenze e reti nei club
| Stagione          | Squadra           | Campionato        | Campionato | Campionato | Coppe nazionali | Coppe nazionali | Coppe nazionali | Coppe continentali | Coppe continentali | Coppe continentali | Totale | Totale |
| Stagione          | Squadra           | Comp              | Pres       | Reti       | Comp            | Pres            | Reti            | Comp               | Pres               | Reti               | Pres   | Reti   |
| ----------------- | ----------------- | ----------------- | ---------- | ---------- | --------------- | --------------- | --------------- | ------------------ | ------------------ | ------------------ | ------ | ------ |
| 1996-1997         | L.R. Vicenza      | A                 | 0          | 0          | -               | -               | -               | -                  | -                  | -                  | 0      | 0      |
| 1997-1998         | L.R. Vicenza      | A                 | 0          | 0          | -               | -               | -               | -                  | -                  | -                  | 0      | 0      |
| Totale Vicenza    | Totale Vicenza    | Totale Vicenza    | 0          | 0          | -               | -               | -               | -                  | -                  | -                  | 0      | 0      |
| 1998-1999         | Cittadella        | C1                | 29         | 0          | CI-C            | ?               | ?               | -                  | -                  | -                  | 29+    | 0+     |
| 1999-2000         | Cittadella        | C1                | 13         | 0          | CI-C            | ?               | ?               | -                  | -                  | -                  | 13+    | 0+     |
| Totale Cittadella | Totale Cittadella | Totale Cittadella | 42         | 0          | -               | -               | -               | -                  | -                  | -                  | 42     | 0      |
| 2000-2001         | AlbinoLeffe       | C1                | 1          | 0          | CI-C            | ?               | ?               | -                  | -                  | -                  | 1+     | 0+     |
| 2001-2002         | Messina           | B                 | 8          | 0          | CI              | 2               | 0               | -                  | -                  | -                  | 10     | 0      |
| 2002-2003         | Messina           | B                 | 32         | 1          | CI              | 2               | 0               | -                  | -                  | -                  | 34     | 1      |
| 2003-2004         | Messina           | B                 | 38         | 1          | CI              | 1               | 0               | -                  | -                  | -                  | 39     | 1      |
| 2004-2005         | Messina           | A                 | 34         | 1          | CI              | 3               | 0               | -                  | -                  | -                  | 37     | 1      |
| 2005-2006         | Messina           | A                 | 23         | 0          | CI              | 0               | 0               | -                  | -                  | -                  | 23     | 1      |
| 2006-2007         | Messina           | A                 | 13         | 0          | CI              | 4               | 1               |                    |                    |                    | 17     | 1      |
| 2007              | Livorno           | A                 | 11         | 0          | CI              | 0               | 0               | CU                 | 2                  | 0                  | 13     | 0      |
| 2007-2008         | Messina           | B                 | 17         | 1          | CI              | 1               | 0               | -                  | -                  | -                  | 18     | 1      |
| 2008-2009         | Frosinone         | B                 | 13         | 0          | CI              | 0               | 0               | -                  | -                  | -                  | 13     | 0      |
| 2008-2009         | Salernitana       | B                 | 9          | 0          | CI              | 0               | 0               | -                  | -                  | -                  | 9      | 0      |
| 2009              | Arezzo            | LP1               | 15         | 1          | CI-LP           | ?               | ?               | -                  | -                  | -                  | 15+    | 1+     |
| 2010              | Taranto           | LP1               | 6          | 0          | CI-LP           | ?               | ?               | -                  | -                  | -                  | 6+     | 0+     |
| 2010-2011         | SPAL              | LP1               | 30         | 2          | CI+CI-LP        | 1+?             | 0+?             | -                  | -                  | -                  | 31+    | 2+     |
| 2011-2012         | Messina           | D                 | 30         | 2          | CI-D            | 3               | 0               | -                  | -                  | -                  | 33     | 2      |
| Totale Messina    | Totale Messina    | Totale Messina    | 195        | 6          |                 | 16              | 1               |                    | 0                  | 0                  | 211    | 7      |
| Totale carriera   | Totale carriera   | Totale carriera   | 338        | 10         |                 | 17+             | 1+              |                    | 0                  | 0                  | 366+   | 11+    |

### Cronologia presenze e reti in nazionale
| Cronologia completa delle presenze e delle reti in nazionale ― Italia | Cronologia completa delle presenze e delle reti in nazionale ― Italia | Cronologia completa delle presenze e delle reti in nazionale ― Italia | Cronologia completa delle presenze e delle reti in nazionale ― Italia | Cronologia completa delle presenze e delle reti in nazionale ― Italia | Cronologia completa delle presenze e delle reti in nazionale ― Italia | Cronologia completa delle presenze e delle reti in nazionale ― Italia | Cronologia completa delle presenze e delle reti in nazionale ― Italia |
| Data                                                                  | Città                                                                 | In casa                                                               | Risultato                                                             | Ospiti                                                                | Competizione                                                          | Reti                                                                  | Note                                                                  |
| --------------------------------------------------------------------- | --------------------------------------------------------------------- | --------------------------------------------------------------------- | --------------------------------------------------------------------- | --------------------------------------------------------------------- | --------------------------------------------------------------------- | --------------------------------------------------------------------- | --------------------------------------------------------------------- |
| 8-6-2005                                                              | Toronto                                                               | Italia                                                                | 1 – 1                                                                 | Serbia e Montenegro                                                   | Amichevole                                                            | -                                                                     |                                                                       |
| 11-6-2005                                                             | New York                                                              | Italia                                                                | 1 – 1                                                                 | Ecuador                                                               | Amichevole                                                            | -                                                                     |                                                                       |
| Totale                                                                |                                                                       | Presenze                                                              | 2                                                                     |                                                                       | Reti                                                                  | 0                                                                     |                                                                       |